# Maireana appressa
Maireana appressa là loài thực vật có hoa thuộc họ Dền. Loài này được Paul G. Wilson mô tả khoa học đầu tiên năm 1975.